# Opilio nigridorsus
Opilio nigridorsus is een hooiwagen uit de familie echte hooiwagens (Phalangiidae).